# Villa Gabriel
La villa Gabriel est une voie du 15e arrondissement de Paris, en France.

## Situation et accès
La villa Gabriel est une voie située dans le 15e arrondissement de Paris. Elle débute au 9, rue Falguière et se termine en impasse.

## Origine du nom
La villa Gabriel porte le prénom du fils du propriétaire des terrains sur lesquels la voie a été ouverte.

## Historique
La voie est ouverte et prend sa dénomination actuelle en 1895. 
Elle conserve selon sa tradition[C'est-à-dire ?] des ateliers d'artistes, peintres, sculpteurs, mosaïstes, relieurs, etc. 
Chaque année, la villa Gabriel ouvre les portes de tous les artistes qui y conservent un atelier.

## Anciens résidents
- Gabriel Deluc
- Luce Eekman
- Alfred Henry Maurer
- Marcel Pille
- Pierre Sevaistre

## Galerie

Journée portes ouvertes de novembre 2014
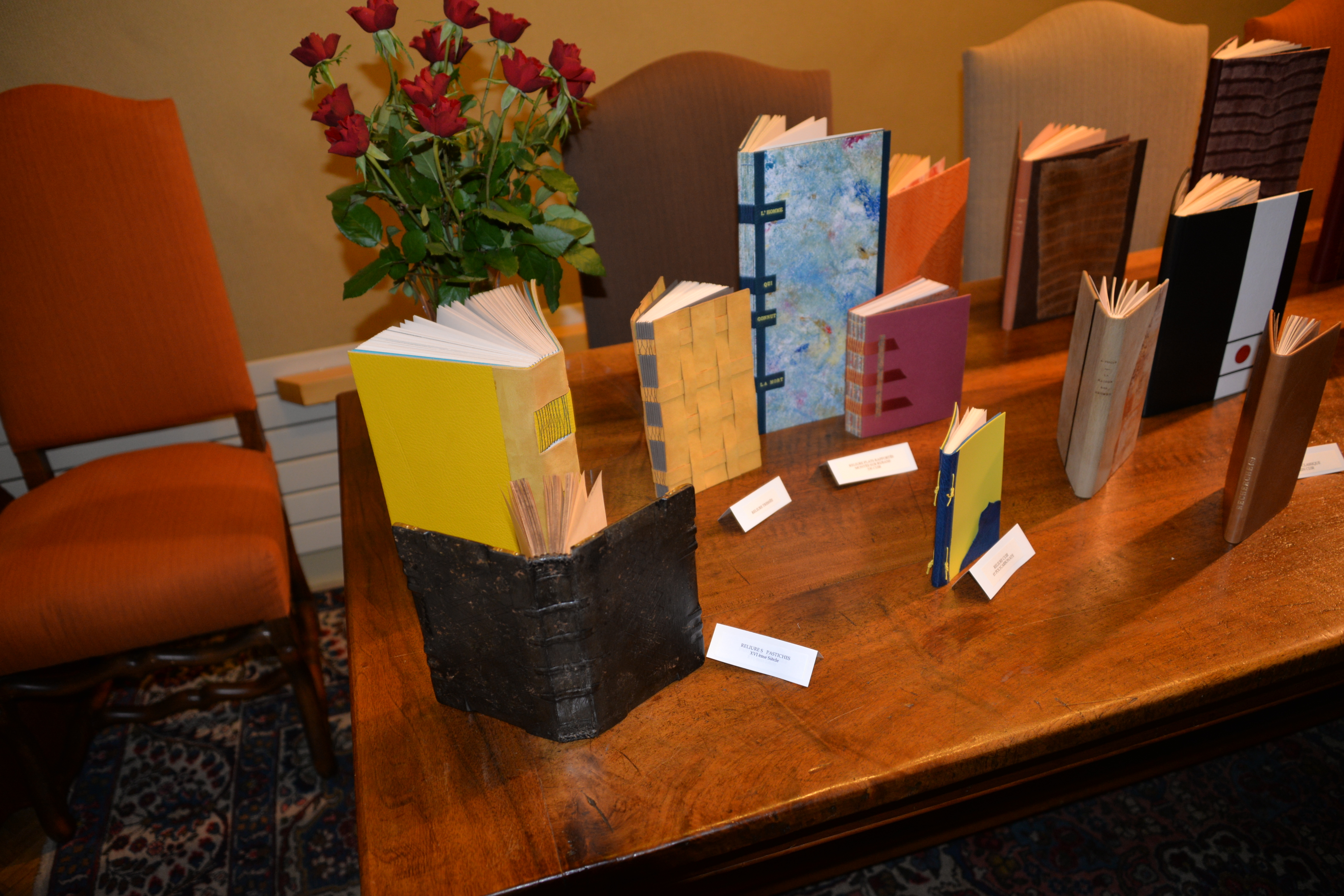
Exposition des artistes Atelier de reliure traditionnelle.
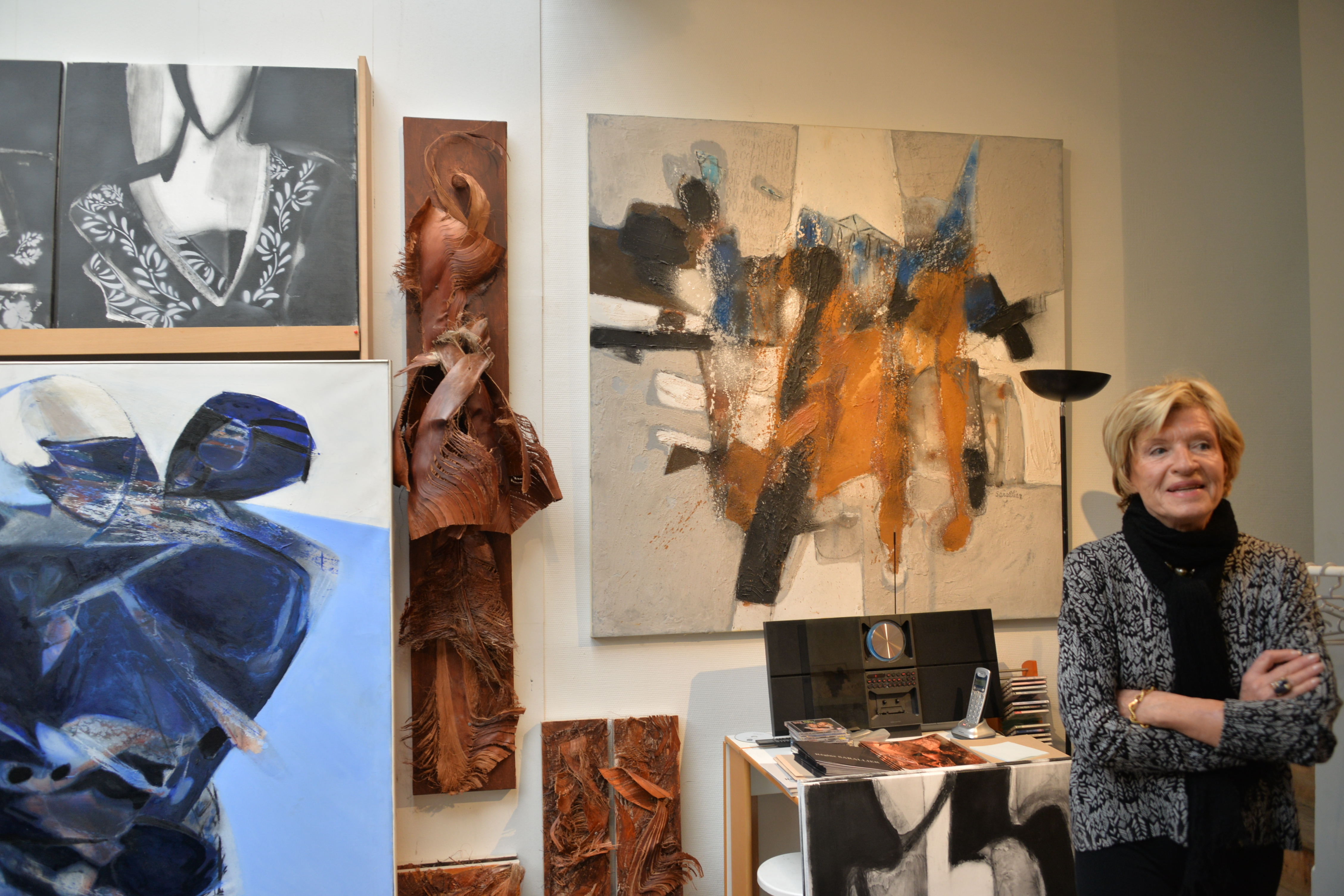
Exposition des artistes Atelier sculpture et tableaux.
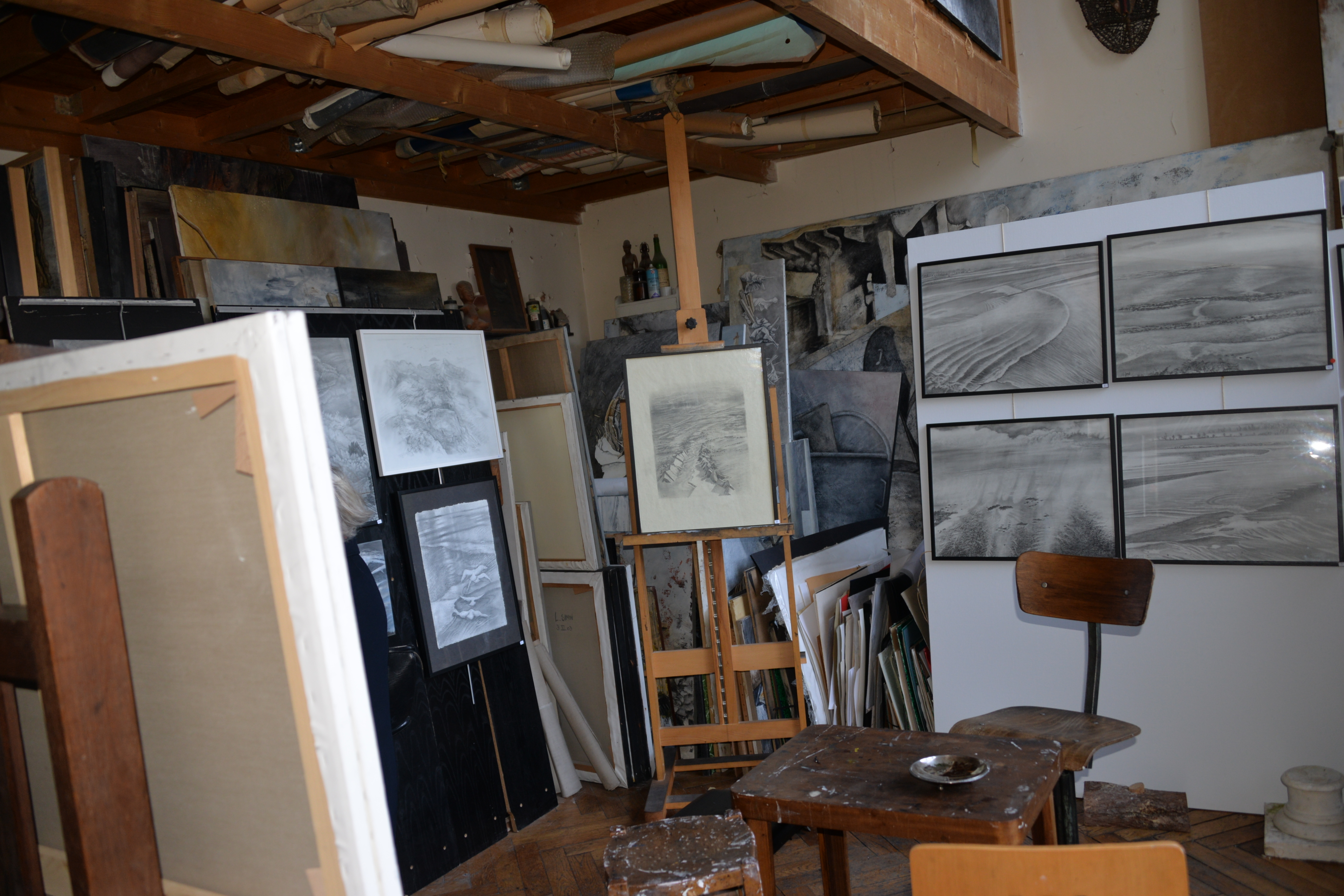
Exposition des artistes, villa Gabriel, atelier Laurence Simon.
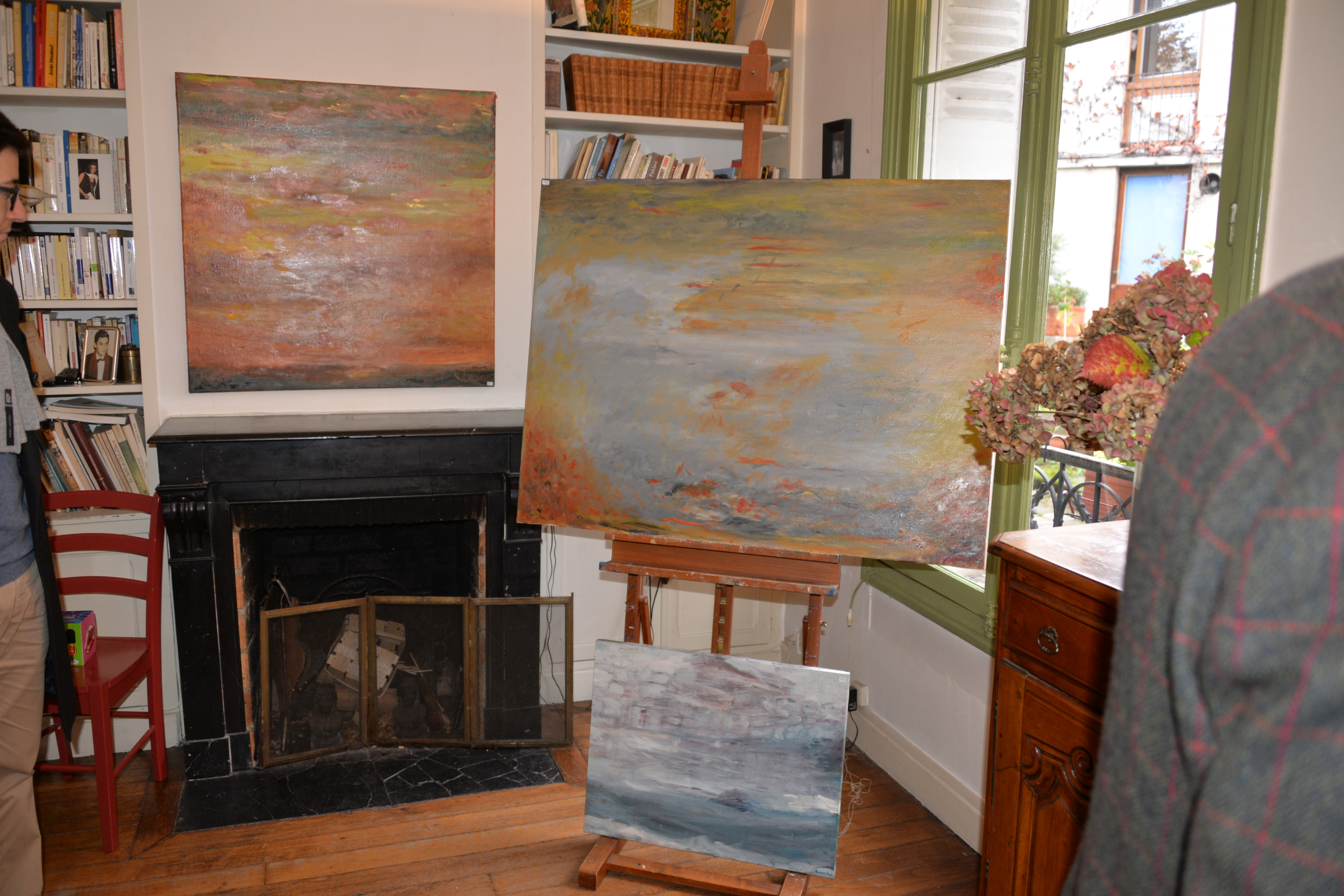
Exposition des artistes, galerie villa Gabriel, tableaux sur toile.
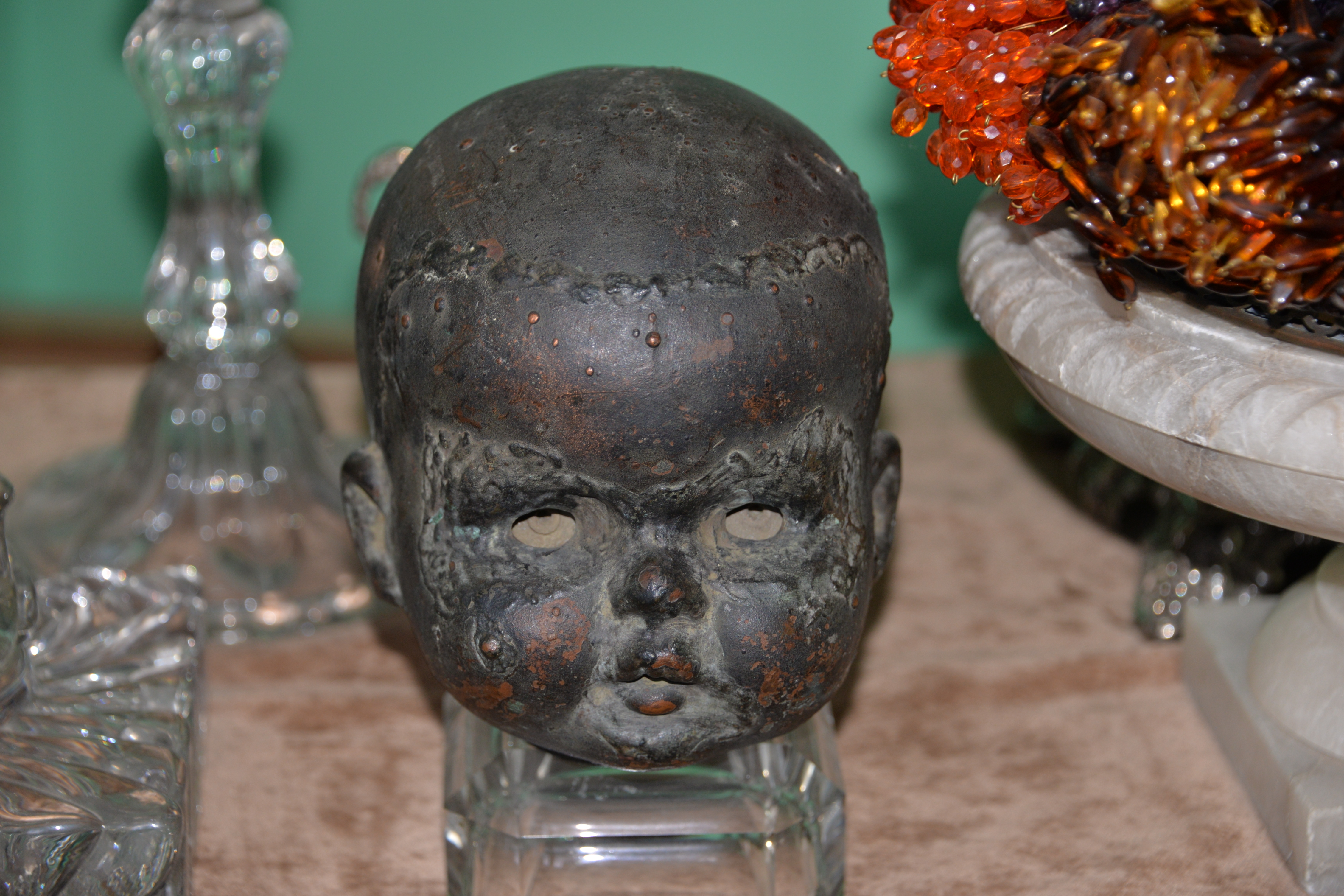
Exposition des artistes chez l'Atelier Sculpture.